# Iglesia de la Asunción de Nuestra Señora (Oquina)
La iglesia de la Asunción de Nuestra Señora es un edificio situado en el concejo español de Oquina, en la provincia de Álava.

## Descripción
El edificio se encuentra en el concejo español de Oquina, del municipio de Bernedo, perteneciente a la provincia de Álava, en la comunidad autónoma del País Vasco. Se menciona como iglesia parroquial del lugar en el duodécimo volumen del Diccionario geográfico-estadístico-histórico de España y sus posesiones de Ultramar de Pascual Madoz, donde aparece descrita con las siguientes palabras: « igl. parr. con la advocacion de la Asuncion, servida por un capellan delegado de la col. de Vitoria». En el tomo de la Geografía general del País Vasco-Navarro dedicado a Álava y escrito por Vicente Vera y López, se dice lo siguiente: «Tiene una parroquia rural de segunda clase, dedicada á Santa María y perteneciente al arciprestazgo de Armentia».